# Comuna Stavîșce, Brusîliv
Stavîșce (în ucraineană Ставищенська сільська рада) este o comună în raionul Brusîliv, regiunea Jîtomîr, Ucraina, formată din satele Iosîpivka, Kostivți, Stavîșce (reședința) și Vîsoke.

## Demografie
Componența lingvistică a satului Stavîșce
     Ucraineană (98,01%)
     Rusă (1,77%)
     Alte limbi (0,14%)
Conform recensământului din 2001, majoritatea populației satului Stavîșce era vorbitoare de ucraineană (98,01%), existând în minoritate și vorbitori de rusă (1,77%).